# Bambang Pamungkas
Bambang Pamungkas (Semarang, 10 juni 1980) is een Indonesisch voormalig voetballer die als aanvaller speelde.
Pamungkas begon bij Persija Jakarta en speelde in 2000 vier maanden in het Nederlands amateurvoetbal bij EHC. Hij keerde terug bij Persija en tussen 2005 en 2007 speelde hij in Maleisië voor Selangor FA. Sinds 2007 speelt hij wederom voor Persija. Na twee seizoenen bij Pelita Bandung Raya, besloot hij zijn loopbaan in 2016 bij Persija.
Met 38 doelpunten is Pamungkas de topscorer voor het Indonesisch voetbalelftal. Met Indonesië nam hij deel aan het Aziatisch kampioenschap voetbal 2000, 2004 en 2007.